# Mig og Charly
Mig og Charly er en dansk ungdomsfilm fra 1978, skrevet og instrueret af Morten Arnfred og Henning Kristiansen efter en roman af Bent E. Rasmussen. Musikken var skrevet af Kasper Winding og blandt andet sunget af C.V. Jørgensen og Sanne Salomonsen. Filmen vandt en Bodil for bedste danske film samme år. 

## Handling
Filmen handler om de to teenagere, Steffen (Kim Eduard Jensen) og Charly (Allan Olsen), der kommer fra vidt forskellige miljøer. Steffen har afsluttet folkeskolen, men ved ikke rigtigt, hvad han vil med sit liv. Han bor hos sin mor, journalisten Helle (Ghita Nørby), og er for kort tid siden blevet kæreste med Majbritt (Helle Nielsen), gymnasieelev og datter af Auto-Gunnar (Jens Okking), en fremtrædende forretningsmand fra den midtjyske by, som filmen foregår i. 
I modsætning til Steffen er Charly en rigtig københavnerrod, der bor på en institution uden for byen. De mødes, da Charly noget klodset forsøger at stjæle Steffens knallert. Da de senere mødes igen, bliver Steffen mere interesseret i den impulsive og fjollede Charly, og et venskab blomstrer op. Steffen er dog splittet mellem sit forhold til Majbritt, der lever i luksus sammenlignet med ham selv, og venskabet med Charly – han indser, at de to sider ikke kan forenes. 
Mod filmens slutning bliver Charly beskyldt for at have voldtaget en pige, han har mødt, men han er tilsyneladende offer for fordomme, som i byen knyttes til beboerne på hans institution. Han stikker af, men møder Steffen, der giver ham penge til toget til København. Tilfældigvis opdager Charly en ældre mand, der er faldet i søen, og han tøver ikke, men springer resolut ud for at redde manden. Da han kommer i land igen, er alle tilskuere begejstrede, og Steffen hjælper ham ind i et skur, hvor Charly kan tørre sig. Imens det sker, taler Steffen med nogle betjente og kommer i sin begejstring til at nævne Charlys navn. Betjentene bliver interesserede, da der samtidig er en efterlysning efter Charly i forbindelse med voldtægtsbeskyldningen. Charly ser Steffen nærme sig med betjentene og flygter, idet han føler sig svigtet. Han forsøger nu at blaffe væk fra byen, men Steffen finder ham, og de to får talt ud. 

## Medvirkende
- Kim Eduard Jensen - Steffen
- Allan Olsen - Charly
- Helle Nielsen - Majbritt, Steffens kæreste
- Ghita Nørby - Helle, journalist og Steffens mor
- Finn Nielsen - Jørgen, fotograf og kæreste med Helle
- Jens Okking - Auto-Gunnar, lokal fremtrædende forretningsmand og Majbritts far
- Lise Henningsen - Majbritts mor
- Else Højgaard - Majbritts farmor
- Erno Müller - forstander på institutionen
- Per Pallesen - lærer på institutionen
- Ole Larsen - gammel mand
- Karl Stegger - grillbar-manden
- Otto Brandenburg - journalist
- Erik Clausen - gøgler
- Leif Sylvester Petersen - gøgler
- Johnny Olsen - Charlys værelseskammerat
- Steffen Frank Kejlberg - Gæst ved party

## Baggrund
En stor del af filmens udendørsscener er optaget i Silkeborg og omegn. En række lokale beboere medvirker i filmen som statister, og to af de tre unge hovedpersoner, Kim Eduard Jensen og Helle Nielsen, stammer således fra Midtjylland.
I modsætning hertil var Allan Olsen københavner og i lære som glarmester, og han blev fundet i en ungdomsklub i Bagsværd.
Optagelserne i Silkeborg-området fandt sted i nogle uger i august 1977, og en lang række lokationer indgår, heriblandt Torvet, Midtjyllands Avis' daværende lokaler, Hjejlen, Jyllandsringen og en villa tilhørende en af virkelighedens fremtrædende bilforhandlere.

## Modtagelse
Filmen blev en meget stor succes, idet den til dato har solgt næsten 580.000 billetter. Filmen modtog en Bodil for bedste danske film samme år.
Den betød et stort gennembrud for Allan Olsen, der derpå skiftede til skuespillerfaget, som han siden opnåede flere andre successer i. De to øvrige unge hovedrolleindehavere fik ikke tilnærmelsesvis så markante karrierer efterfølgende. Kim Eduard Jensen spillede med i efterfølgeren Charly og Steffen fra 1979, men slog sig efterfølgende på teaterbranchen, især børneteater, mens Helle Nielsen siden denne film stort set har levet uden for rampelyset.